# Мегді Абід Шаріф
Мехді Абід Шаріф (араб. مهدي عابد شريف; нар. 14 грудня 1980, Константіна) — алжирський футбольний арбітр. Відрізняється м'яким суддівством, у середньому за гру показує менше трьох жовтих карток (2,74).

## Біографія
Почав займатися суддівством з 2009 року, через два роки отримав статус арбітра ФІФА.
У 2015 і 2017 роках судив чемпіонат світу з футболу серед молодіжних команд, в 2017 році матчі Кубка африканських націй, а в 2018 році — чемпіонату африканських націй.
У 2018 році рішенням ФІФА обраний головним арбітром для обслуговування матчів Чемпіонату світу у Росії,.